# دفتر خاطرات دوشیزه ایدیلیا
خاطرات دوشیزه ایدیلیا: داستان غم‌انگیز عشق جوان گم‌شده (به انگلیسی: The Diary of Miss Idilia: A Tragic Tale of Young Love Lost) یک کتاب به ویراستاری جنویو هیل است. گفته می‌شود که این کتاب، دفترچه خاطرات اصلی دختری جوان به نام ایدیلیا دوب است. او در سال ۱۸۵۱ میلادی در منطقه راینلاند واقع در کشور آلمان، هنگامی که به همراه خانواده‌اش در تعطیلات به سر می‌برد، ناپدید شد.
این کتاب ،برای نخستین بار در سال ۲۰۰۲ میلادی با نام دختر گم شده: گزارشاتی از ایدیلیا دوب (به آلمانی: Das verschwundene Mädchen: die Aufzeichnungen der Idilia Dubb) توسط نشریه آلمانی برتلسمان در شهر مونیخ منتشر شد. این کتاب در سال ۲۰۱۰ توسط نشریه کتاب‌های کوتاه به زبان انگلیسی منتشر شد.

## خلاصه داستان
ایدیلیا دوب دختری ۱۷ساله اهل اسکاتلند بود. او هنگامی که به همراه خانواده‌اش در سال ۱۸۵۱ میلادی در سفر تعطیلاتی در کشور آلمان به سر می‌برد، ناپدید شد. ایدیلیا هنگامی که سرگرم بازدید از یکی از برج‌های قلعه متروکه لانِک بود، راه‌پله چوبی برج پشت سر وی فرو ریخت و او در بالای برج بدون آب و غذا گیر افتاد. پس از اینکه جستجوی طولانی مدت برای پیدا کردن ایدیلیا به نتیجه نرسید، خانواده او به اسکاتلند بازگشتند. سرانجام در سال ۱۸۶۰ میلادی تعدادی کارگر استخوان‌های ایدیلیا را به همراه یک دفتر یادداشت، که او در آن روزهای پایانی زندگی خود را شرح داده بود، پیدا کردند.

## درستی
درستی این داستان به چالش کشیده شده‌است. اگرچه نشریه کتاب‌های کوتاه این کتاب را به عنوان داستان واقعی منتشر کرد، اما این نشریه افزود که نمی‌تواند درستی مطالب این کتاب را به‌طور کامل تأیید کند.